# Heteronychia kataphygionis
Heteronychia kataphygionis är en tvåvingeart som beskrevs av Povolny 1999. Heteronychia kataphygionis ingår i släktet Heteronychia och familjen köttflugor. Inga underarter finns listade i Catalogue of Life.